# Asplenium stipitiforme
Asplenium stipitiforme är en svartbräkenväxtart som beskrevs av Gepp. Asplenium stipitiforme ingår i släktet Asplenium och familjen Aspleniaceae. Inga underarter finns listade.